# Zapora Muela
Zapora Muela – zapora wodna w Lesotho, część projektu Lesotho Highlands Water Project, mającego na celu transport wody z Lesotho do RPA.
Zapora zlokalizowana jest prawie w połowie drogi od zapory Katse do ujścia kanału do rzeki As i służy do spiętrzenia wody w dolnym zbiorniku hydroelektrowni, umożliwiając dalszy transportem tunelem. Woda ze zbiornika przy zaporze Katse płynie tunelem Transfer Tunnel o długości 45 km, napędza elektrownię i wpada do zbiornika utworzonego przed zaporą. Z tego zbiornika transportowana jest dalej przez długi na 37 km tunel (podzielony na Delivery Tunnel South o długości 15 km i Delivery Tunnel North o długości 22 km, granica między tunelami znajduje się na granicy państwowej) do rzeki As, skąd rzekami Liebenbergsvlei i Wilge Rivers zasila zbiornik przy zaporze Vaal.
Elektrownia, znajdująca się w tunelach powyżej zbiornika, składa się z 3 turbin Francisa napędzających 3 generatory o mocy 24 MW każdy. Elektrownia zaspokaja potrzeby całego Lesotho, a część energii jest eksportowana do RPA.
Łukowa zapora zbudowana jest z betonu, ma 200 metrów długości, 55 metrów wysokości i szerokość 15 metrów u podstawy. Do budowy zużyto 57 tysięcy metrów sześciennych betonu.
Woda spiętrzona w zbiorniku może być upuszczana do rzeki Little Caledon i dalej do Caledon. W ten sposób można dostarczyć wodę do Wolnego Państwa w wypadku suszy. W razie zatrzymania elektrowni woda jest przepuszczana przez obejście, aby zapewnić stały dopływ do tunelu odbierającego wodę ze zbiornika (zgodnie z wymaganiami porozumienia między Lesotho a RPA).